# Корицкий, Кшиштоф
Кшиштоф Корицкий (? — 1677) — польский ротмистр и полковник.

## Биография
Представитель польского шляхетского рода Корицких герба "Прус I. С 1630 года служил в армии Речи Посполитой в чине ротмистра. В 1648 году Кшиштоф Корицкий участвовал в Корсуньской битве, в ходе которой польское войско было наголову разбито казацко-татарскими объединенными силами. После поражения он вместе с группой выживших смог бежать с поля битвы. Позднее он воевал с казаками под Константиновом, где командовал частным войском князя-магната Владислава-Доминика Заславского (1200 всадников и драгун).
Кшиштоф Корицкий участвовал в битвах с казацкими полками под Зборовом (1649) и Берестечком (1651). Несколько раз он был послом в Османской империи. В 1652 году Кшиштоф Корицкий принял участие с битве с казаками под Батогом, где был захвачен татарами в плен.
В начале Шведского потопа (1655) Кшиштоф Корицкий перешел на сторону шведской армии, король Карл X Густав пожаловал ему чин генерал-майора. Только в 1659 году он вернулся на службу к польскому королю Яну Казимиру Вазе, получил от него командование пехотным полком и звание хорунжего киевского. В 1660 году Кшиштоф Корицкий командовал немецким пехотным полком в битвах с русско-казацкими полками под Любаром и Чудновом.
В 1661—1668 годах он служил командиром гарнизонов Королевской Пруссии. В 1674 году получил должность подкомория хелмненского. Под командованием великого гетмана коронного и будущего короля Речи Посполитой Яна Собеского Кшиштоф Корицкий участвовал в битвах с турецкими войсками под Хотином в 1673 году и Львовом (1675).